# Перкин, Уильям Генри (младший)
Уи́льям Ге́нри Пе́ркин (мла́дший) (англ. William Henry Perkin Jr.; 17 июня 1860, Садбери, Мидлсекс, Великобритания — 17 сентября 1929, Оксфорд, Великобритания) — английский химик-органик.
Член Лондонского королевского общества (1890).

## Биография

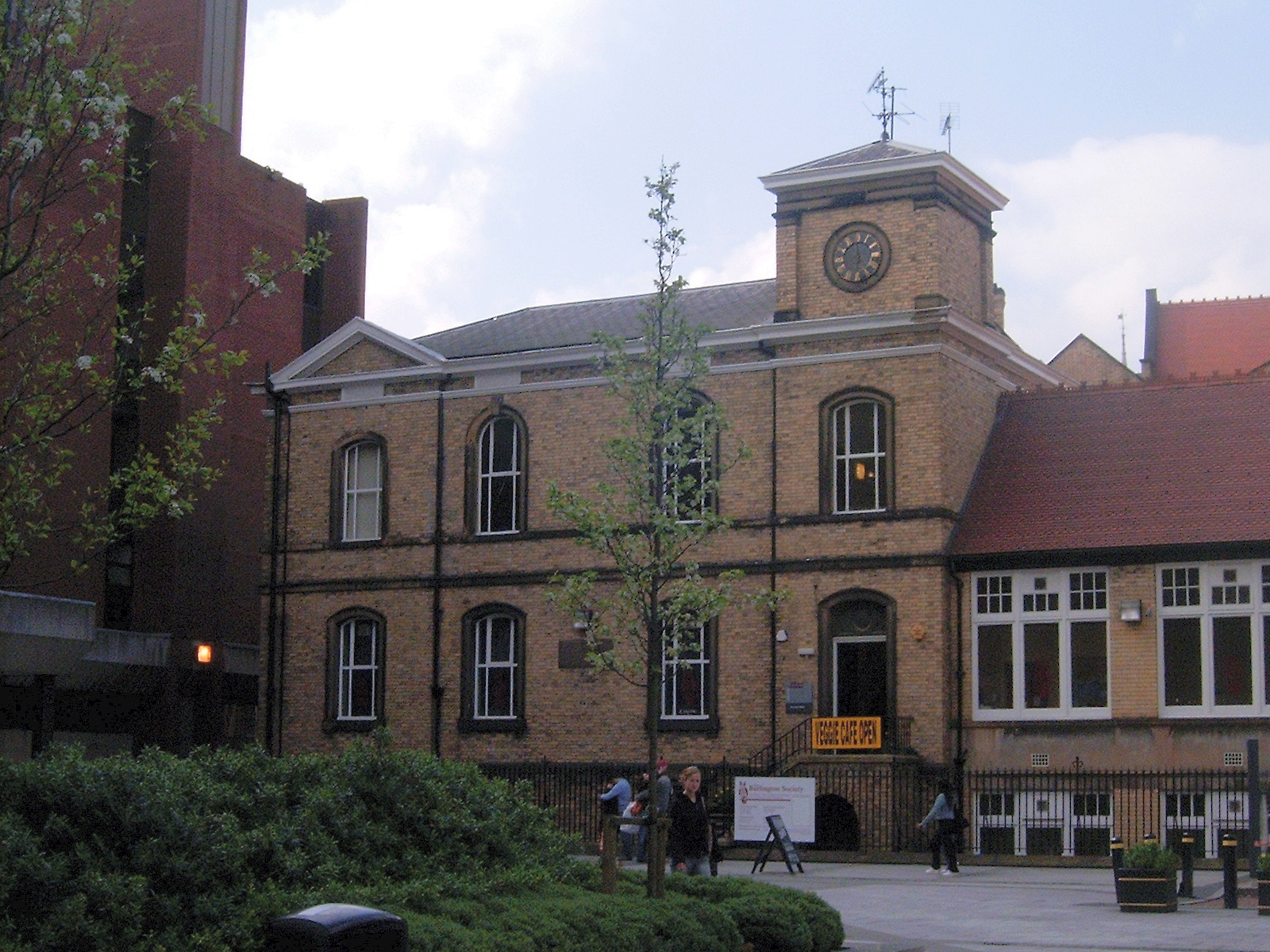
Лаборатория Перкина в Манчестере

Уильям Генри Перкин родился 17 июня 1860 года в Садбери; сын Уильяма Генри Перкина (старшего).
Учился в химическом колледже в Саут-Кенсингтоне (1877—1880), затем в Германии у Йоханнеса Вислиценуса (1880) и Адольфа Байера (1882).
Профессор университетов в Эдинбурге (с 1887), Манчестере (с 1892) и Оксфорде (с 1912).
В 1925 году за свой вклад в науку учёный был награждён Королевской медалью Лондонского королевского общества.
Уильям Генри Перкин умер 17 сентября 1929 года в Оксфорде.

## Работы
Разработал методы синтеза полиметиленовых соединений на основе ацетоуксусного, бензоилуксусного и малонового эфиров. Работы Перкина по синтезу и исследованию алициклических соединений послужили А. Байеру основой для создания «теории напряжения» циклических систем. Изучал терпены, алкалоиды, гематоксилин и бразилин.